# Kroj

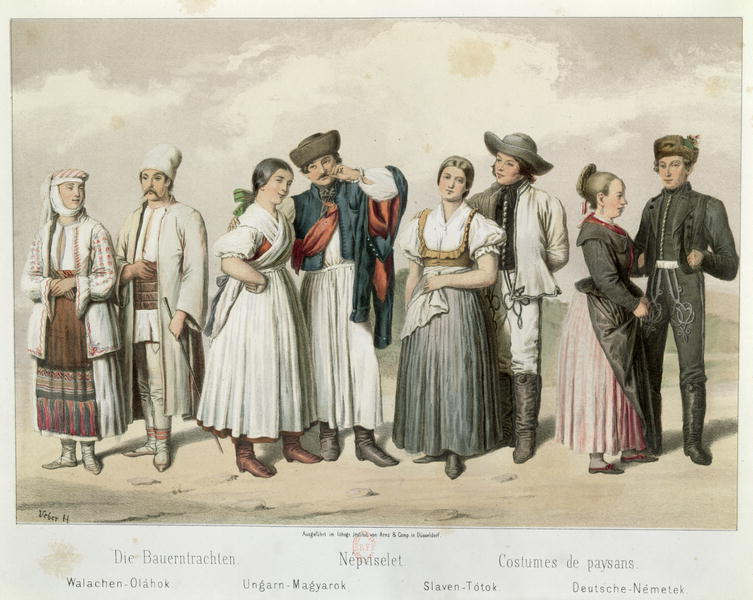
Kroje obyvatel Uherského království

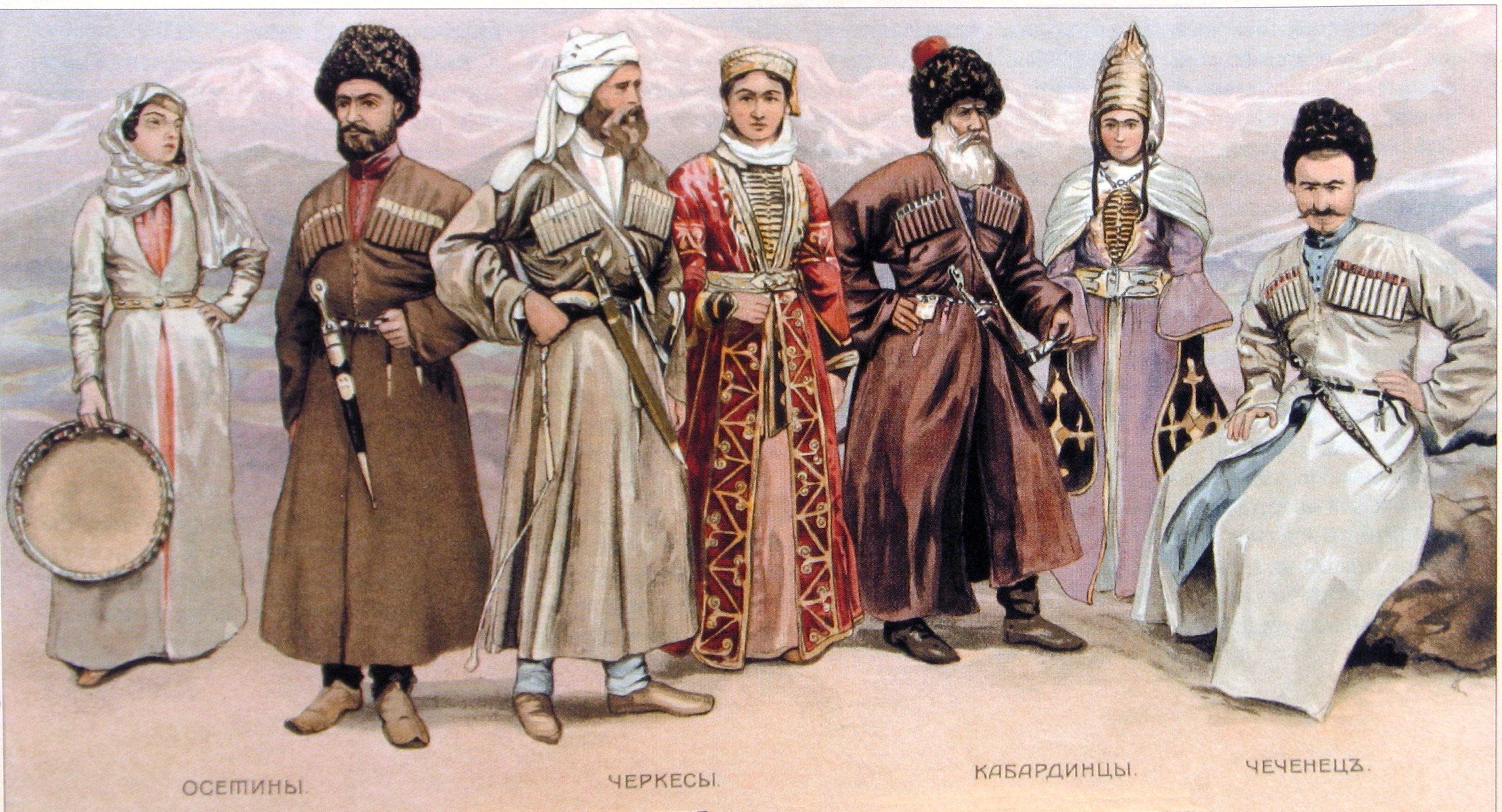
Kroje národů severního Kavkazu

Kroj, také označován jako lidový kroj, lidový oděv nebo lidový oblek. Jedná se o charakteristický oděv určité skupiny – etnografické, profesní (dříve například cechy), oděv konkrétního spolku a dalších lidových komunit. Každý kroj se vyznačuje nezaměnitelnými prvky (například druh výšivky, krajky, barva použitého materiálu, materiál samotný, střih). Často se dědil (a stále dědí) z generace na generaci. V rámci regionálních typů lze kroje členit dle postavení jejich nositele, dále je možno rozpoznat kroje pracovní od svátečních, svatebních nebo obřadních. Jinak vypadá kroj pro svobodné, jinak pro vdané a ženaté. Kroj se také liší podle ročního období – v zimě k němu přibývají kratší nebo delší kabáty, živůtky a různé další součásti. Lze z něj například určit, jakého zaměstnání byli jeho nositelé (nejvýraznějším příkladem jsou mlynáři). Kroj chudších, prostých lidí byl často archaičtějšího materiálu (režné plátno apod.) i výzdoby (batika, modrotisk, geometrická výšivka), kdežto kroj selských vrstev byl vyroben z dražších látek, často i s větší zdobností (barevné korálky, bohatší výšivky a krajky, dražší materiál – brokát, satén, samet apod.) Dnes je kroj symbolem stále udržovaných nebo obnovených lidových oslav a obyčejů (například hody a fašank na Moravě, posvícení v Čechách) a národní hrdosti. Setkáme se s ním na folklórních slavnostech a festivalech, v  (nejen) regionálních muzeích atd. Poměrně novodobou záležitostí (vznik a rozmach před 2. světovou válkou) jsou krojové plesy. 

## Česko
Tato kapitola hesla dává nahlédnout do jednotlivých národopisných regionů Čech, Moravy a Slezska a představuje jejich kroje. Postihuje pouze jejich nejvýraznější regionální rysy a odlišnosti. Je popisována současná nebo nejdéle zachovaná základní forma krojového typu a regionální názvy pro části oděvu. Dělení národopisných (či tzv. etnografických) oblastí a podoblastí se v literatuře a dalších pramenech mnohdy různí.

### Čechy
Jedna z historických oblastí Českých zemí. Skládá se z několika národopisných regionů.

#### Praha
Oblast hlavního města a její okolí (Mělnicko, Nymbursko a Kladensko) brzy zaměnila lidový kroj za městský šat. Stává se tedy, že o krojích z těchto oblastí je nedostatek záznamů. Dnešní podoby krojů z těchto oblastí jsou tedy zpravidla rekonstrukcí.
Ženský kroj se zde skládá z košile bílé barvy, přes kterou se obléká živůtek (mnohdy se šněrováním). Spodní část tvoří sukně z jednoho dílu, přes kterou se uvazuje zástěra. Ke kroji patří bílé punčochy a černé střevíce.
Mužský kroj je zastoupen bílou košilí. K ní patří vesta do pasu, z jedné strany ozdobena řadou knoflíků. Spodní část kroje tvoří kalhoty v délce pod kolena, k nimž se nosí černé vysoké boty a bílé punčochy.

#### Posázaví
Tato oblast se výrazně podobá předchozí. Jak Praha a okolí, tak Posázaví (s podoblastmi Benešovsko a Vlašimsko) patří do Středočeského kraje, kde se lze setkat s jedním obecným typem kroje, samozřejmě s oblastními odlišnostmi (př. ve výšivce, barevnosti apod.). Kroje z této oblasti jsou dnes již většinou rekonstrukcí těch původních.

#### Podkrkonoší
V žádné oblasti (Jičínsko, Orlicko a Náchodsko) Podkrkonoší nepřežil kroj do dnešní doby. Zanikal v první polovině 19. století, tedy jeho ženská forma. Mužský kroj zanikl ještě o něco dříve.
Ženský kroj se skládá z vápeníku (bílého šátku s drobnými uzlíčky). Další součástí je košilka s ozdobnou náprsenkou, přes niž se nosí šátek na krk. Ke kroji patří i modrá vyšívaná zástěra, která se obléká na plátěnou sukni.
Základem mužského kroje je tmavomodré sukno. Na bílou košili se obléká lajbl (vesta), zdobený jednou řadou knoflíků, nebo kabát. Součástí kroje jsou koženky (kalhoty pod kolena) hnědé, nebo černé barvy, či pozdější pantalóny (dlouhé kalhoty). Ke kroji patří vázanky na krk a šněrovací boty.

#### Pojizeří
Z této oblasti se nejlépe zachoval kroj z oblasti Mladoboleslavska. Kroje ostatních podoblastí (Turnovsko a Českodubsko) jsou známé méně a z lidového prostředí vymizely velmi brzy.  
Ženskému kroji dominuje čepec, mnohdy s bílou, nebo dracounovou výšivkou. Vrchní část kroje tvoří šněrovačka. Pod ni se obléká košilka s vyšitými balonovými rukávy, tzv. dudy. Později se k vrchní části přidává i jemný šátek do výstřihu. Nosí se i drobné korálky (nejčastěji český granát). Spodní část tvoří sukně z jednoho kusu látky, pod ni se nosí několik škrobených spodniček. Na sukni se obléká fěrtoch (zástěra), mnohdy bílé barvy s vyšíváním.
Mužský kroj se skládá z koženek (kalhoty), šedavého kabátu tzv. namlouváku. Pod ním je plátěná košile vyšívaná dracounem. Součástí kroje je beranice. Jako obuv slouží vysoké boty.

#### Polabí
Polabí se dělí do několika podoblastí (Hradecko, Pardubicko, Chrudimsko, Litomyšlsko, Hlinecko a Podřipsko), z nichž se nejdéle zachoval kroj litomyšlský.
Ženský kroj se skládá ze šněrovačky (tzv. bruslíček) z tmavých, nebo bílých suken, pod niž se obléká košile s krejzlíčkem (límec z bohatě nařasené krajky) u krku. Sukni tvoří jeden kus látky z vlněné nebo polovlněné tkaniny. Dole je lemována stuhou. Fěrtoch (zástěra) je plátěný s bohatou bílou výšivkou. Ke kroji se nosí šátek, nebo se vlasy upravují do drdolu. Součástí jsou červené punčochy a střevíce.
Mužský kroj tvoří šedavé nebo tmavozelené kalhoty zdobené bohatou výšivkou. Obdobnou barvu i výšivku lze najít na vestě. Pod tu se obléká bílá košile z plátna se zapínáním na zádech. Součástí kroje jsou černé střevíce a k nim bílé nebo modré punčochy. Výrazným prvkem je také klobouk.

#### Pošumaví
Pošumaví lze rozdělit do několika podoblastí (Chodsko, Prácheňsko a Klatovsko). Nejvýraznějším krojem, který přetrval v živé formě až do dneška, je kroj chodský.
Ženský kroj se skládá z bílé plátěné košilky, na níž se obléká šněrovaný živůtek. Součástí je i červená plizovaná sukně, na níž se obléká barevná hedvábná zástěra. Na hlavě se nosí šátky. Pro slavnostní příležitosti jsou to šátky černé, bohatě vyšívané. Ke kroji patří červené punčochy a černé střevíce.
Mužský kroj se skládá z bílé košile, modré vesty ke krku s vyšíváním a řadou knoflíků. Dále se oblékají žluté kalhoty pod kolena. K nim patří bílé punčochy a novější typ obuvi, holínky. Kroj doplňuje beranice.

#### Povltaví
Oblast Povltaví reprezentuje několik podoblastí (Budějovicko, Doudlebsko, Blatsko, Písecko, Milevsko, Táborsko, Soběslavsko). Nejvýraznějšími krojovými typy je kroj blatský (či blaťácký) a táborský (či kozácký).
Ženský blaťácký kroj se skládá z bohatě vyšívaného šátku, stejnou výšivkou opatřené bíle košilky a vesty tmavé barvy. Spodní část kroje tvoří sukně tmavé barvy s vyšíváním či našitou vyšívanou vsadkou. Na ni se obléká bílá zástěra. Ke kroji patří černé střevíce a červené punčochy. Ženský kroj táborský sestává z bílé košilky s balonovými rukávy na koncích s krajkou. Na ně se obléká vesta s vykrojenými průramky různého materiálu i barvy. Součástí kroje je barevná (pruhovaná či jednobarevná) sukně, přes niž se nosí bílá bohatě vyšívaná zástěra. Ke kroji se nosí černé střevíce a bílé punčochy.
Mužský blaťácký kroj tvoří bílá plátěná košile, přes kterou se nosí vesta. Součástí kroje jsou žluté koženky (kalhoty), k nimž patří černé holínky a bílé punčochy. Součástí je i černý širák (klobouk), nebo beranice. Mužský táborský kroj je složen s bílé vyšívané košile a soukenné vesty s jednou řadou knoflíků. Doplňují ho tzv. praštěnky (kalhoty) světlé barvy. Krojovou obuví jsou černé holínky, do nichž se nosí modré nebo bílé punčochy. Na hlavu patří koženková čepice.

#### Západní Čechy

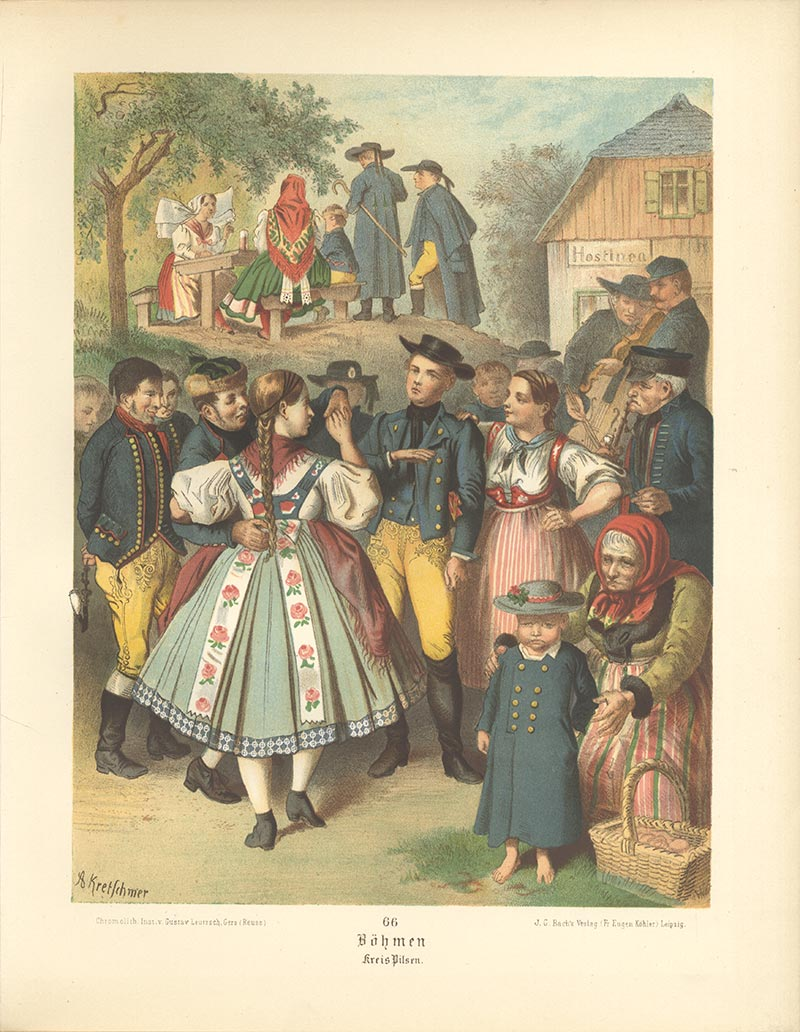
Kroje na Plzeňsku

Nejznámějším a nejzachovalejším krojem této oblasti je bezesporu kroj plzeňský. Během doby Národního obrození byl dokonce chápán jako český národní kroj. Vedle Plzeňska lze v Západních Čechách najít další podoblasti (Berounsko, Příbramsko, Rakovnicko, Kralovicko, Slánsko, Karlovarsko, Stříbrsko, Plasko a Chebsko), ve kterých se ale kroj většinou zachoval jen částečně.
Ženský kroj se skládá z košilky z bílého plátna, která má krajkový krejzlík a balonové rukávy. Na ni se obléká živůtek kolem pasu s tzv. honzíkem (vycpaný pruh látky, na kterém drží sukně). Spodní část kroje se skládá z jednobarevné sukně lemované pentlemi, která se podkládá několika spodnicemi. Na sukni se obléká zástěra z rozličných materiálů a různých barev. Součástí kroje je čepec s dýnkem a holubinkou bílé barvy. Obuví ke kroji jsou černé střevíce, či pozdější šněrovací boty. Do nich se nosí červené, nebo později bílé punčochy.
Mužský kroj zastupuje modrá vesta s vyšíváním a jednou řadou knoflíků. Pod ni se nosí bílá plátěná košile. Ke kroji patří také žluté koženky (kalhoty), k nim bílé punčochy. Na hlavě se nosí černý klobouk nebo kožešinová čepice. 

#### Vysočina (České Horácko)
Hornatá oblast Českomoravské vrchoviny v jižních a východních Čechách se dělí na několik výrazných krojových oblastí a užíval se pro něj název Vysočina. Název Horácko byl přenesen z názvu etnografické oblasti na moravské straně. Mnohé z těchto krojů se ve své původní formě nezachovaly, některé krojové typy jsou ale dnes rekonstruovány.
Nejvýraznější krojová oblast z jihočeského úseku je tzv. Humpolecké Zálesí, podobné s kroji na Pelhřimovsku a Pacovsku na jedné straně a na severovýchodě přecházející do příbuzných krojů tzv. Okrouhlických a Německobrodských (dnes Havlíčkobrodských). Kroj na Polensku a Přibyslavsku vykazoval hodně podobností s kroji Severního Moravského Horácka.
Východočeský úsek se dělí na krojovou oblast zvanou Rychmbursko v okolí Hlinska a Skutče, malou oblast Poličského kroje a jí příbuznou výraznou oblast Litomyšlského kroje. Dále sem částečně patří pás přechodných krojových oblastí směrem k Polabí, např. kroj Chrudimsko-nasavrcký v okolí Seče, Nasavrk a Chrasti. 
Ženský kroj zaznamenává největší rozdíl v oblastní úpravě hlavy (měkké čepce na Humpolecku a Pelhřimovsku, čepce se širokou černou krajkou přes oči na Okrouhlicku, uzlíčkové čepce na Poličsku, Rychmbursku a Chrudimsku Nasavrcku aj.) a vlasů obecně. Kroj jako takový se skládal z tzv. lajblíčku (šněrovačka) a rukávců s krejzlíkem u krku. Na několik sukní byla zepředu uvazována hedvábná, tištěná nebo bílá vyšívaná zástěra. Zvláštností je mnoho druhů tkaných sukní ze lněné příze, bavlny i vlny v nespočtu kombinací. Krojovou obuví jsou nízké střevíce nebo kotníčkové šněrovací boty a do nich bílé punčochy.
Mužský kroj se skládá z bílé košile, v některých oblastech zapínané na zádech, a vesty (později barevné) ozdobenou jednou nebo dvěma řadami knoflíků. Součástí jsou polovlněné šerky, či cajky (kalhoty). K nim patří vysoké boty a regionálně rozličné typy klobouků.

### Morava

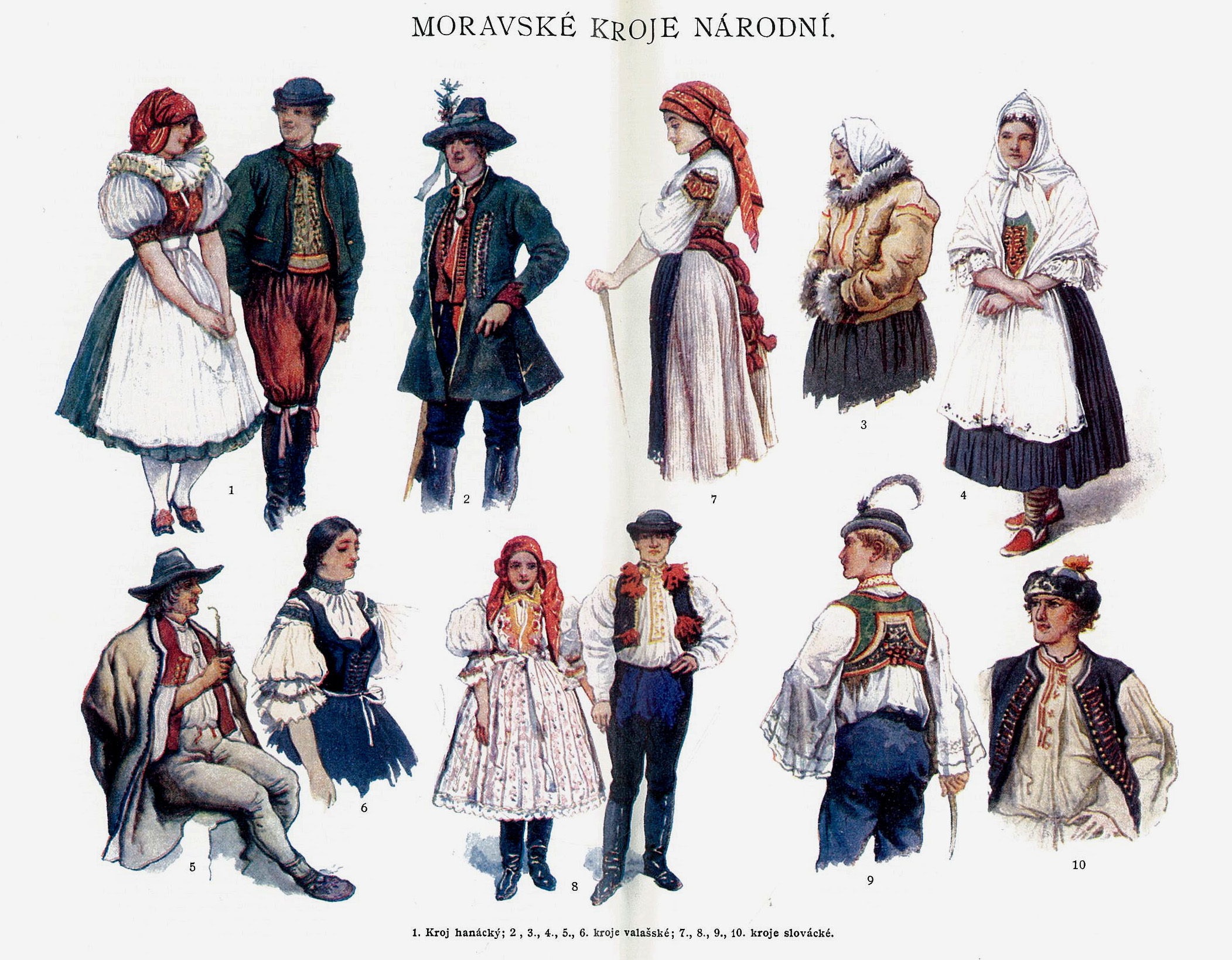
Moravské kroje

Na Moravě se kroje zachovaly ve větší míře, než v Čechách. V mnoha moravských regionech jsou běžnou součástí lidových oslav a stále se dědí.

#### Brněnsko
Kroj této oblasti je výrazně podobný tehdejšímu městskému oblečení. Jím byl také brzy vytlačen. Liší se dle podoblasti, ze které pochází (Slavkovsko a Vyškovsko). Některé krajové varianty kroje již vymizely.
Ženský kroj se skládá z kabátku (regionálně marýnka, duša, planták) s výstřihem, do nějž se nosí šátek nebo bílá vyšívaná tylová půlka (později se prosazuje jupka – propínací živůtek s dlouhými rukávy). Sukni opět tvoří dvě části – zadní, tzv. šorec, šorán a přední zástěra (černá, nebo modrotisková). Součástí je čepec, tzv. modrý.
Mužský kroj zastupuje bavlněná košile zdobená sámky a bílou výšivkou a na ní nošená kordula (vesta) ze sukna, s jednou řadou knoflíků. Dále se ke kroji oblékají kůženice (kalhoty) později bílé barvy. Ke kroji patří vysoké boty černé barvy a klobouk.

#### Moravské Horácko a Podhorácko
Moravské Horácko se dělí do severní skupiny, zabírající Žďárské vrchy a na jih sahá po Velké Meziříčí, tzv. Severní Moravské Horácko, jižní úsek v oblasti Jihlavských vrchů na Telečsku, Dačicku a Jemnicku, tzv. Jižní Moravské Horácko, mezi nimi se nacházel Jihlavský jazykový ostrov s tzv. pajerskými kroji, které se udržely nejdéle, zanikly až s vyhnáním Němců po 2. světové válce. 
Podhorácko se dělí na severní skupinu na Tišnovsku, Velkobítešsku a Třebíčsku, blízkými krojově se severohoráckými kroji, jižní skupinu na Náměšťsku, Hrotovicku a Moravskobudějovicku, dále s podoblastmi Moravskokrumlovsko a severní Znojemsko, jež se krojovým typem přecházejí k Brněnsku a v některých obcích výrazně figurují dodnes během hodových slavností, nako např. ve Vémysliccíh nebo Rouchovanech. 

#### Podluží

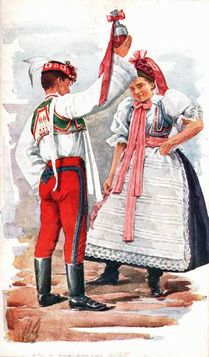
Kroj z Podluží (Slovácko)

Ženský kroj se skládá z rubáče (=zastupuje spodní prádlo). Dále z rukávců, které jsou bílé, na koncích mají žlutě vyšívané tacle (konce rukávců). Na rukávce se připíná bohatý krajkový krézl (límec). Vrchní část kroje dotváří kordulka či frydka (živůtek, vesta) zdobená stuhami a s květinovým motivem. Součástí kroje jsou dvě nesešité zástěry tvořící dohromady sukni. První z nich se jmenuje fěrtoch, druhá (přední zástěra) fěrtušek. Její vzhled se mění dle podoblasti, použitého materiálu atd. Na hlavu je uvazován velký červený šátek typem úvazu tzv. na záušnice. Obuví k tomuto kroji jsou černé střevíce ze semiše. 
Mužský kroj sestává z tenčiče (košile) s černou výšivkou na límečku a manžetách. Patří k ní také černý hedvábný šátek. Na košili patří kordula nebo frydka (vesta). Je vyšívaná geometrickou výšivkou, nebo květinovými motivy. Výšivka i barva (modrá, zelená) se liší dle konkrétní oblasti. Součástí kroje jsou také kalhoty s výšivkou (dle regionu koženky, baně, červenice nebo žlutice). Obuví k tomuto kroji jsou černé vysoké boty. Z nich prosvítají bílé podléčky (pozůstatek plátěných punčoch). Součástí kroje je klobouk (člun, nebo střípek – dle typu).
Každá podoblast regionu (Prostějovsko, Tovačovsko a Kroměřížsko) má svůj typický kroj s konkrétními prvky, dle kterých je možno kroj blíže určit.

#### Hanácké Slovácko
Ženský kroj tvořila spodní košile s rukávy. Rukávce, které tvoří další část, jsou barevně vyšité na límci a na rukávech. Další součástí je kanafaska (sukně) nebo bílá plátěná sukně, na ní se obléká modrá zástěra (výzdoba dle oblasti). Součástí je kordulka (vesta). Dle oblasti je červená nebo tmavá. Ke kroji patří červené punčochy a střevíce, na hlavu se váže červený šátek tzv. na záušnice.
Tato podoba kroje byla postupně opuštěna v druhé polovině 19. století a současné je od ní poměrně odlišná. Region se rozděluje na dvě části a to severní a jižní.
Mužský kroj se skládá z košile barevně vyšité na ramenou a zápěstí, kordule (světle, nebo tmavě modrá, červená – dle oblasti) zdobené výšivkou a mnoha knoflíky. Na krk se váže černý šátek. Ke kroji patřili koženky (kalhoty) a z nich vystupující modré punčochy. V současnosti se nosí černé, a žluté soukenné kalhoty zastrčené do bot a v části severní bílé tzv. pikové kalhoty. Součástí je klobouk, tzv. goralák, nebo v jižní části šmukáč a vysoké boty, tzv. čižmy, kordovánky.
Kroj se ve své barevnosti, druhu výšivky a v ostatních drobnostech liší dle podoblasti (Kloboucko, Hustopečsko a Ždánsko) regionu.

#### Moravské Slovácko

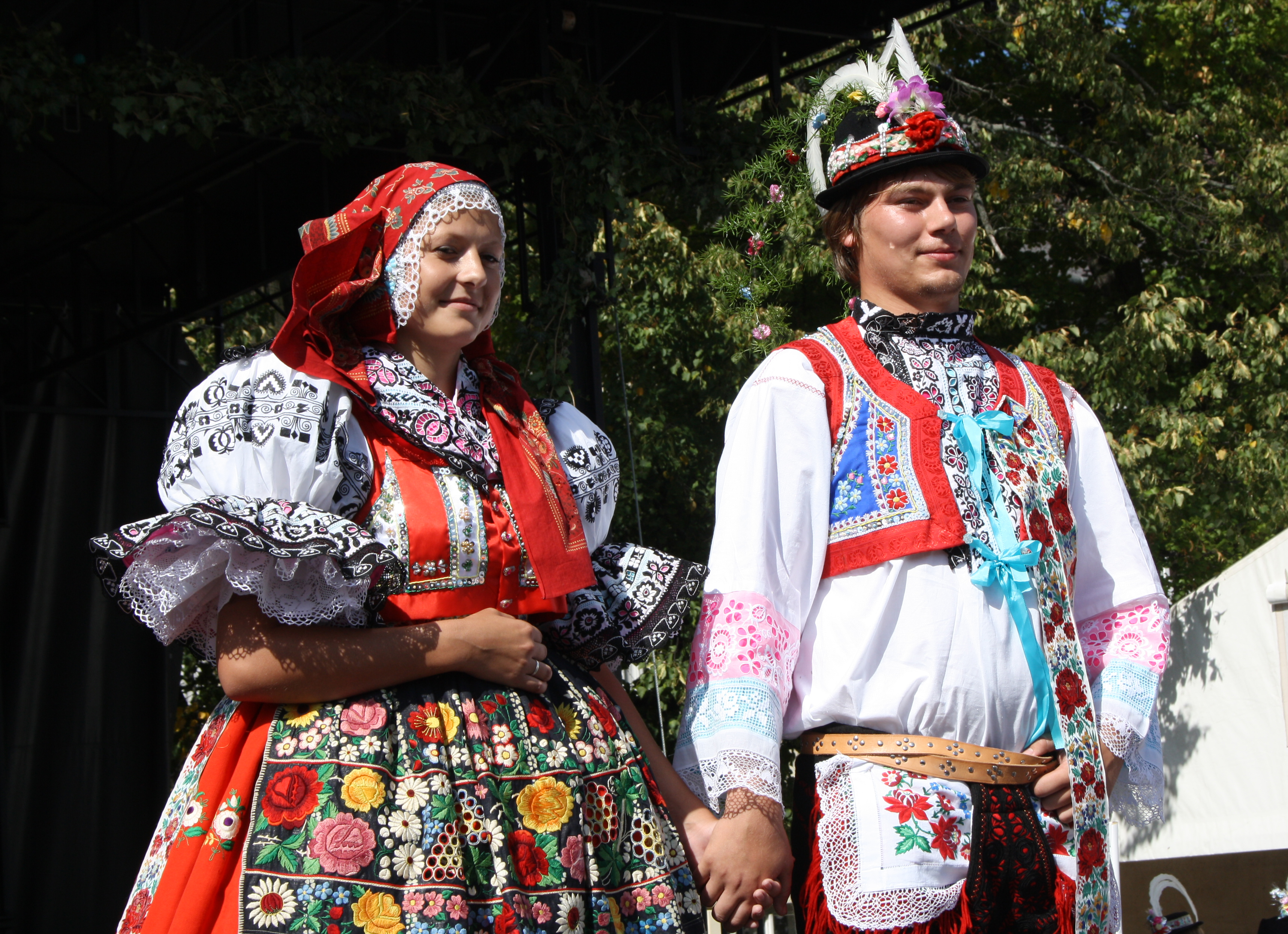
Slavnostní kroj svobodného páru z Moravského Slovácka

Kroje Moravského Slovácka zahrnují několik naprosto odlišných krojových typů. V podoblastech tohoto regionu (Horňácko, Dolňácko, Podluží, Moravské Kopanice a Luhačovické Zálesí) se kroje zachovaly v živé tradici.
Ženský kroj se skládá ze spodní části plátěného rubáče s výšivkou v horní části. V níže položených oblastech se na tento rubáč (zde pouze plátěný bez výšivky) uvazuje několik (3 a více) naškrobených spodniček. Další součástí jsou rukávce na límci a koncích rukávů bohatě vyšívané oblastní výšivkou. Přes ně se obléká kordula, či kordulka (vesta) barevně i materiálově odlišná v každé oblasti. Spodní část kroje tvoří zadní sukně fěrtoch, či šorec. Je často skládaná, může být, bílá, žlutá, nebo černá. Přední sukně fěrtúšek, fěrtoška je často bohatě vyšívaná, nebo potištěná. Materiálem je plátno, brokát, krajka aj. V některých oblastech se obléká celá sešitá sukně (regionálně př. pávka) a na ní bohatě vyšívaná zástěra. Součástí kroje jsou černé vysoké boty s výšivkou, nebo krpce (kožená nízká obuv s dlouhým řemínkem pro upevnění kolem lýtka). Na hlavu patří šátek, nejčastěji červené barvy.
Mužský kroj se skládá z plátěné košile (regionálně košela, či košula aj.). Ta je vyšívaná kolem krku, v určitých oblastech i na koncích rukávů, kde se také objevuje krajka, nebo děrování. Přes ni se obléká kordula (vesta; reg. i "lajbl") různé délky, barvy, výšivky i materiálu. Mnohdy jsou její součástí dlouhé vyšívané pentle. Spodní část kroje tvoří nohavice (kalhoty, dle barvy regionálně žlutice, červenice/fialky, modřice) s výšivkou, do nichž si svobodní provlékají vyšívaný šátek. Součástí kroje jsou černé vysoké boty, často s výšivkou a klobouk (regionálně klobúk, širák, šmukáč, guláč apod.)

#### Valašsko
Ženský kroj se skládá z rubáče (nejspodnější části) a rukávců (vyšité na koncích rukávů a stojáčku kolem krku modrou výšivkou, nebo opatřené bílou krajkou). Ty spíná kotula (brož z perleti). Na ně se obléká kordulka (vesta) červené barvy zdobená po jedné nebo obou stranách řadou knoflíků, okraje jsou lemovány zelenou portou. Spodní část kroje tvoří zadní sukně, tzv. kasanka černé, nebo bílé barvy a fěrtoch (přední sukně) ve většině oblastí s modrotiskovým vzorem. Obuví ke kroji jsou krpce (kožená nízká obuv s dlouhým řemínkem pro upevnění kolem lýtka), do nichž se nosí vlněné ponožky s vyplétaným vzorem, nebo červené semišové střevíce, či vyšší (nad kotník) černé šněrovací střevíce. Hlava se zakrývá šátkem (červený, nebo bílý dle regionu). Součástí kroje může být vyšívaný kapesníček za pasem.
K mužskému kroji patří plátěná košile s (nejčastěji modrou geometrickou) výšivkou zapínaná na kotulu (brož z perleti). Přes ni se převléká brunclek (vesta) červené, zelené, nebo bílé barvy dle oblasti. Součástí kroje jsou vlněné nohavice (kalhoty) bílé, nebo vínové barvy dle regionálního typu. Ty jsou přepásány dlouhým, několikrát kolem omotaným koženým řemenem. Obuví k tomuto kroji jsou buď černé vysoké boty, nebo častěji krpce (kožená nízká obuv s dlouhým řemínkem pro upevnění kolem lýtka), do nichž se nosí kopica (vlněná zapínací „ponožka“ podobná papuči). Součástí kroje může být vysoký černý klobouk s vyšívanou pentlí.
Valašský kroj se v každé podoblasti (Zlínsko, Vizovicko, Rožnovsko, Valašskokloboucko, Valašskomeziříčsko, Frenštátsko a Vsacko) tohoto regionu objevuje v několika variantách.   

### Slezsko
Slezské kroje jsou mnohdy inspirovány kroji polskými. Do současnosti se na tomto území zachovaly spíše ženské kroje.

#### Lašsko
Ženský kroj tvoří spodní košilka z bílého plátna, na ní se navléká kabotek, tj. obdoba rukávců, zdobený bílou výšivkou nebo sámkováním. Dále ke kroji patří tzv. lajbik (vesta) sametová, nebo soukenná, dle kraje tmavá nebo světlá. Některé regionální varianty mají tuto vestu sešitou se sukní. Spodní část tvoří několik naškrobených spodniček (3-5). Přes ně se navléká samotná sukně. Na ní se obléká zástěrka, která je plátěná, nebo barevná hedvábná. Součástí kroje je vyšívaný čepec, tzv. čopka, přes který se dává bohatě vyšívaný šátek. Obuví ke kroji jsou černé střevíce nebo šněrovací boty, do nichž se nosí bíle bavlněné punčochy.
Mužský kroj, jenž byl postupně vytlačen městským oblečením, vypadá takto: Plátěná košile s vyšívaným límečkem, kolem krku se váže tzv. lipščunk (šátek). Přes košili se nosí bruslek (vesta) z fialově červeného, černého, nebo modrošedého sukna (opět dle oblastní varianty), zdobená na jedné straně řadou knoflíků. Součástí kroje jsou galaty (kalhoty) z modrého sukna. Obuví ke kroji jsou černé vysoké boty. Ke kroji patří také klobouk.
I Slezsko má své podoblasti (Ostravsko a Frýdecko), kde se od sebe kroje nepatrně liší.

#### Těšínské Slezsko

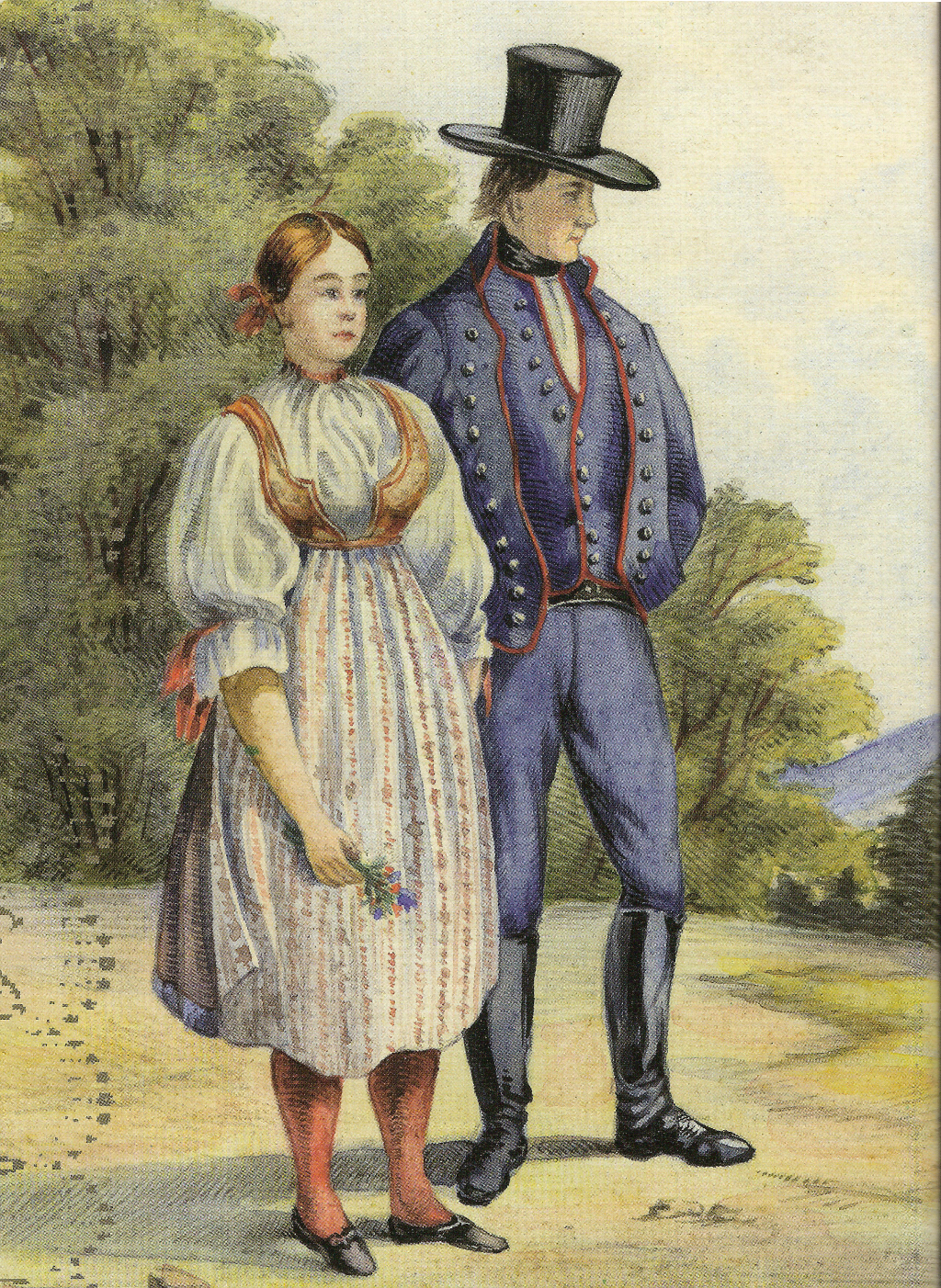
Kroj na Těšínsku

Ženský kroj sestává z životku (živůtku), který je často sešit se sukní, tzv. kamlotka. Tento životek je zdoben stříbrnými nitmi, nebo rostlinnými ornamenty na zádech, v přední části pak lemován širokou zlatou portou, časem se rozšířilo našívání hočků (háčků), kterými se provlékal stříbrný řetízek. Spodní součástí kroje je těsnocha (spodní plátěné šaty na ramínka), na které se obléká košulka, či kabotek (rukávce). Sukně se skládá ze dvou částí, zadní je plátěná, přední zástěrka je batistová nebo hedvábná. Na hlavu patří šátek, tzv. šatka dle úvazu rožková, nebo spuščková, pod něj vyšívaný čepec. Součástí jsou černé střevíce.
Mužský kroj (brzy vymizel) se skládá z košile a soukenné vesty, který doplňuje černý šátek. Dlouhé kalhoty se zastrkávají do vysokých bot černé barvy. Celému kroji dominuje modré sukno.

#### Opavské Slezsko
Ženský kroj tvoří rubáč. Na něj se oblékají rukávce na koncích rukávů s drobnou výšivkou, nebo zoubkovanou krajkou. Sukně se skládala ze dvou částí: drajdrutky (vrchní sukně) je vlněná a barevně velmi rozličná. Pod ně se obléká několik naškrobených spodnic. Zástěrka byla mnohdy přišita k lajbiku (vestě). Součástí kroje je kaptur, nebo karkule (čepec), který je bohatě zdoben.
Mužský kroj se skládá z bílé plátěné košile, šátku kolem krku a červené soukenné vesty s jednou řadou knoflíků. Součástí kroje jsou kalhoty z manšestru, plátna, nebo sukna, vždy jsou ale tmavé barvy. Zasunují se do holínek.  

## Slovensko
Bohatou škálou a historií lidových krojů se vyznačuje Slovensko..

## Ukrajina
Ukrajina má bohatou tradici lidových krojů, známá je například vyšyvanka, košile zdobená vyšívanými ornamenty.

## Galerie

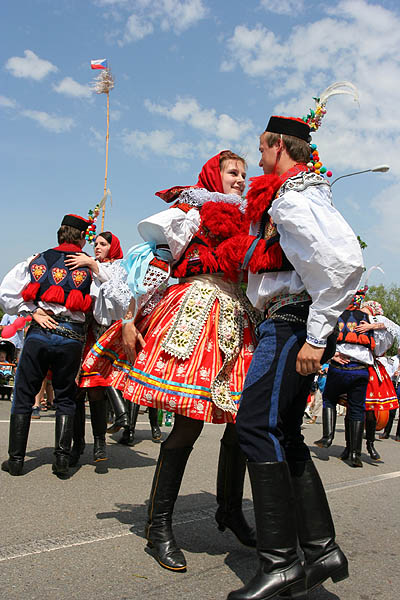
Slovácký kroj z Vlčnova
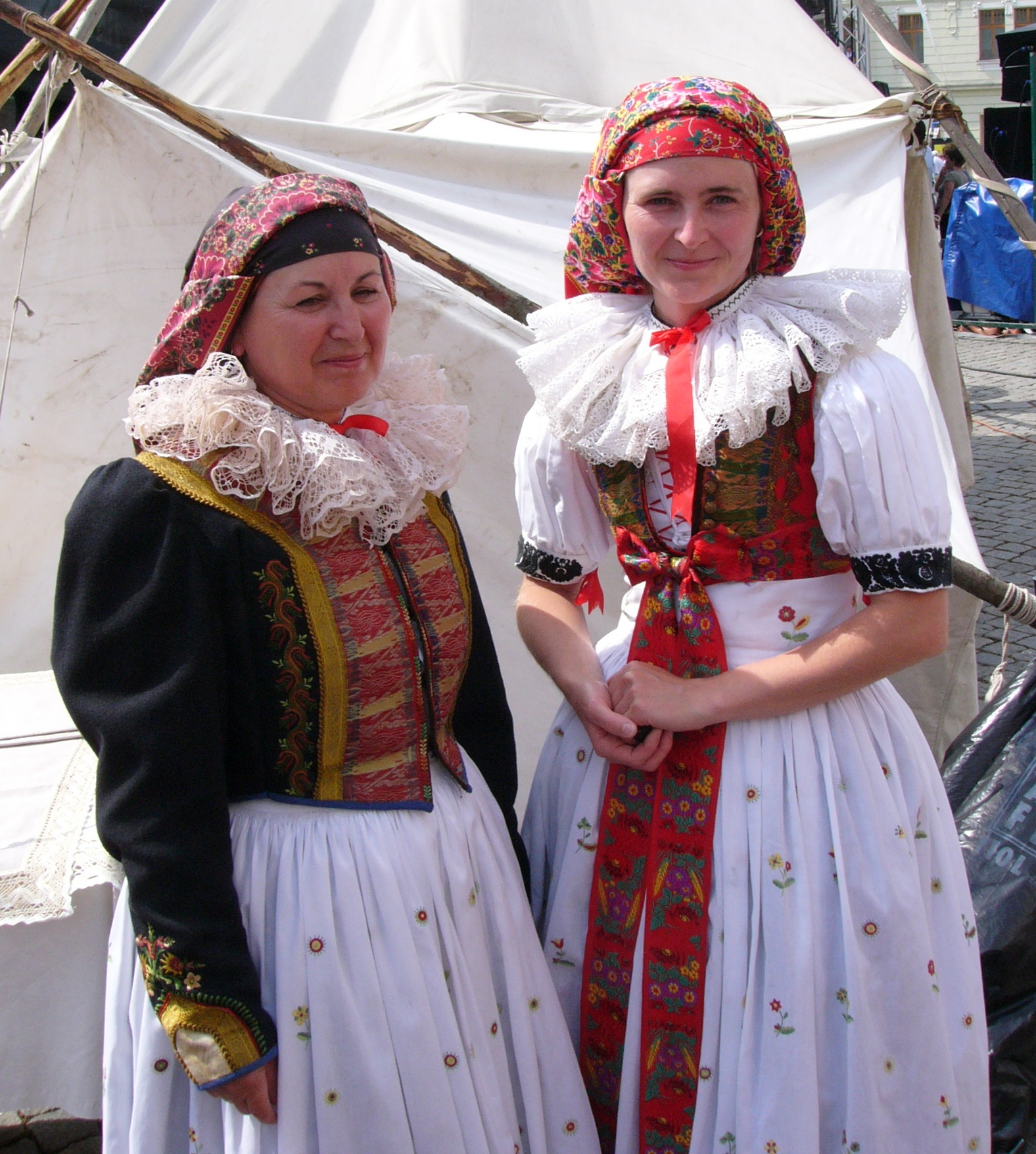
Ženský hanácký kroj (Haná)
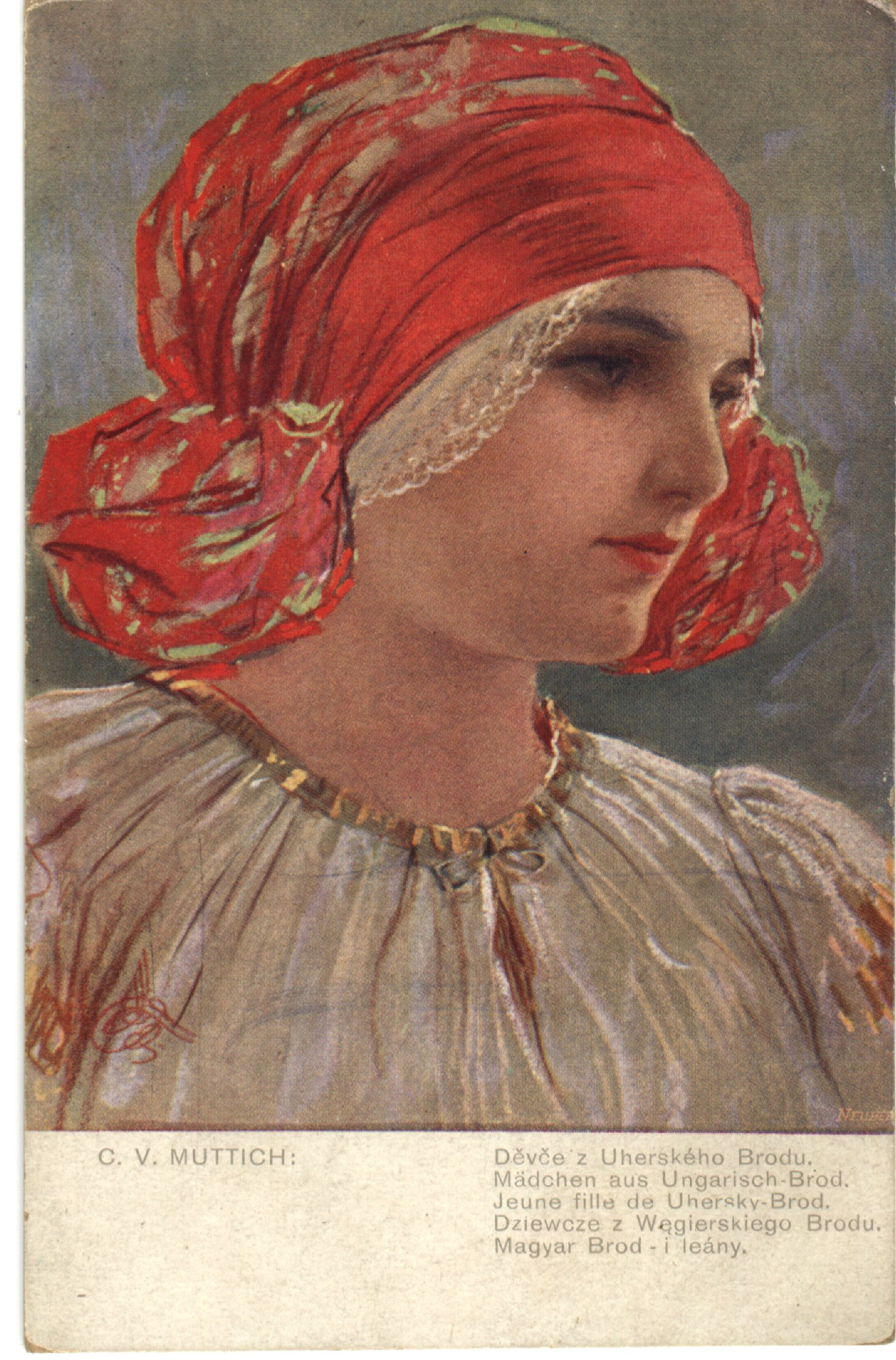
Kroj z Uherského Brodu
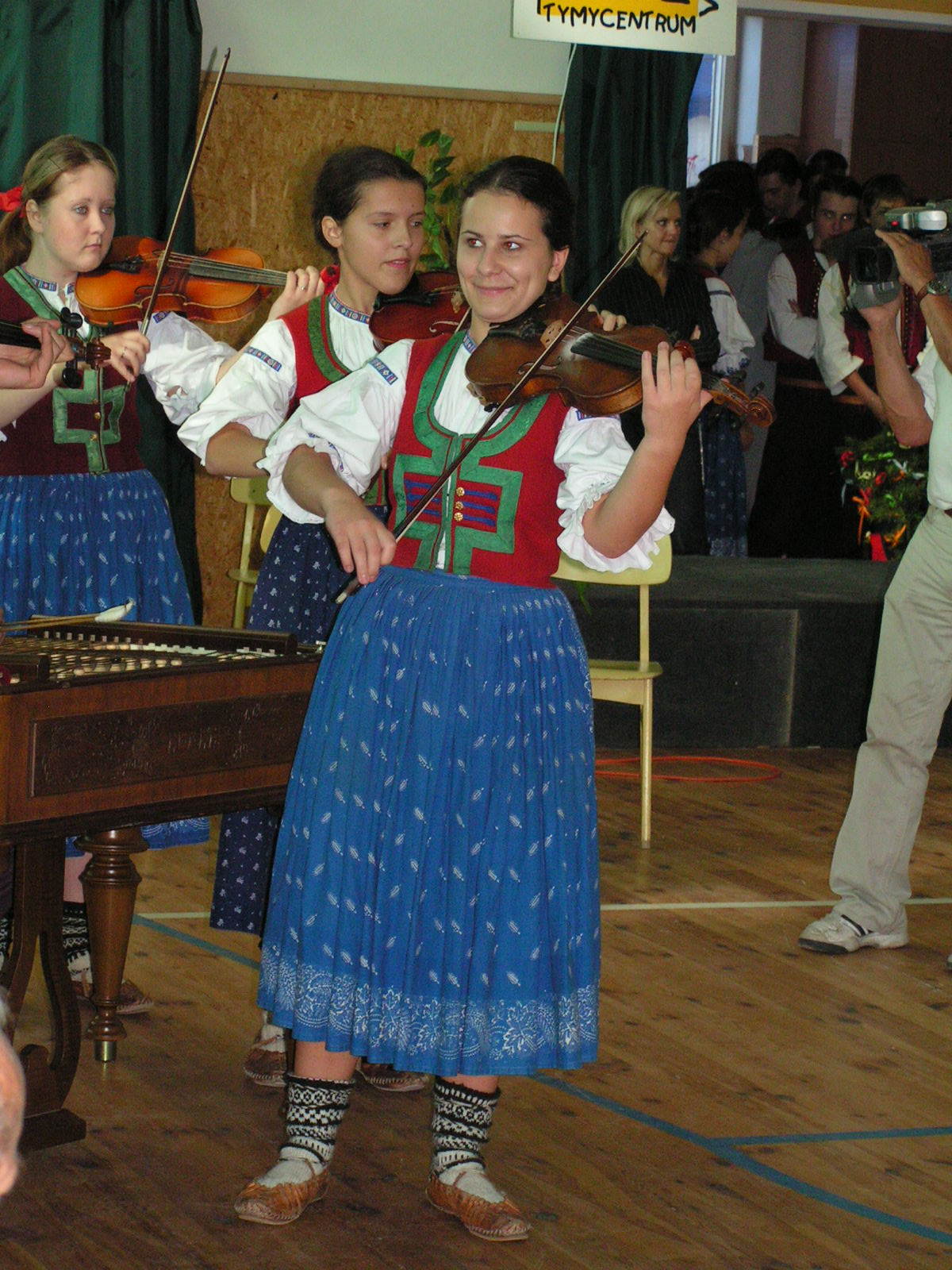
Valašský kroj z Bystřice pod Hostýnem